# L'affaire Bronswik
L'affaire Bronswik è un cortometraggio d'animazione del 1978 diretto da Robert Awad e André Leduc, e presentato in concorso al Festival di Cannes 1978.